# Miyawakiïta-(Y)
La miyawakiïta-(Y) és un mineral de la classe dels silicats.

## Característiques
La miyawakiïta-(Y) és un fil·losilicat de fórmula química ◻Y₄Fe₂(Si₈O₂₀)(CO₃)·4(H₂O)₃. Va ser aprovada com a espècie vàlida per l'Associació Mineralògica Internacional en el mes de maig de l'any 2024, i va ser publicada a la revista internacional Journal of Mineralogical and Petrological Sciences per Daisuke Nishio–Hamane et al. en el mes d’octubre de 2024 amb el títol «Miyawakiite-(Y), ◻Y₄Fe₂(Si₈O₂₀)(CO₃)·4(H₂O)₃, a new mineral from Suishoyama, Kawamata Town, Fukushima Prefecture, Japan». Cristal·litza en el sistema tetragonal. Segons la classificació de Nickel-Strunz pertany a «09.EA: Fil·losilicats, amb xarxes senzilles de tetraèdres amb 4-, 5-, (6-), i 8-enllaços».
L'exemplar que va servir per a determinar l'espècie, el que es coneix com a material tipus, es troba conservat a les col·leccions mineralògiques del Museu Nacional de la Natura i la Ciència de Tòquio (Japó), amb el número d'espècimen: NSM-M51975.

## Formació i jaciments
Va ser descoberta a la mina abandonada de Suishoyama, situada a la localitat d'Iizaka, dins el districte de Date (prefectura de Fukushima, Japó). Aquesta mina japonesa és l'únic indret de tot el planeta on ha estat descrita aquesta espècie mineral.